# مطار فان نويز
مطار فان نويز الدولي (بالإنجليزية: Van Nuys Airport)‏ (إياتا:  VNY ، إيكاو: KVNY ، معرف الموقع إف إيه إيه:  VNY ) مطار دولي في مدينة سان فيرناندو فالي في ولاية كاليفورنيا في الولايات المتحدة الأمريكية. له حضور في لائحة أزحم مطارات العالم من حيث عدد حركة المرور, ففي عام 2009 بلغت حركة الطائرات في مطار فان نويز زهاء 351 ألف إقلاع وهبوط.

## طالع
حقائق مطار فان نويز